# Alita: Bojový Anděl
Alita: Bojový Anděl (v anglickém originále Alita: Battle Angel) je americký kyberpunkový akční film od režiséra Roberta Rodrigueze. Autory scénáře jsou James Cameron, Laeta Kalogridis a Robert Rodriguez. Film je natočen podle mangy Gunnm od Jukito Kiširo. Hlavní roli ztvárňuje Rosa Salazar, ve vedlejších rolích účinkují Christoph Waltz, Jennifer Connelly, Mahershala Ali, Ed Skrein, Jackie Earle Haley a Keean Johnson.
V amerických a českých kinech byl uveden 14. února 2019, v USA společností 20th Century Fox a to ve RealD 3D, Dolby Cinema a IMAX 3D a v českých kinech společností CinemArt.

## Synopse
James Cameron prohlásil, že by rád zfilmoval hlavní příběhovou linii originální mangy Gunnm od Jukito Kiširo a zaměřil se především na první čtyři knihy. Také do filmu zahrnul fiktivní sport "Motorball" ze třetího a čtvrtého svazku.

## Obsazení
- Rosa Salazar jako Alita[6][7]
- Christoph Waltz jako doktor Dyson Ido[8]
- Jennifer Connelly[9]
- Mahershala Ali ve dvou rolích, jednou z nich je Vector[10][11]
- Ed Skrein jako Zapan[12]
- Jackie Earle Haley[13]
- Keean Johnson jako Hugo[14]
- Michelle Rodriguez jako Gelda[15]
- Lana Condor jako Koyomi[16]
- Eiza González jako Nyssiana[17]
- Idara Victor jako sestřička Gerhad
- Jorge Lendeborg Jr. jako Hugův přítel[18]
- Leonard Wu jako Kinuba[19]
- Marko Zaror jako Ajakutty[20]

## Produkce

### Natáčení
Hlavní natáčení začalo v Austinu v Texasu 17. října 2016 a skončilo 9. února 2017. Později v lednu 2017 byl ohlášen casting na rocker, punk či emo komparzisty. Scény s nimi byly natáčeny v Austinu 3., 6., a 7. února 2017.

### Hudba
Dne 17. prosince 2018 bylo oznámeno, že se na filmovém soundtracku s názvem "Swan Song" bude podílet také Dua Lipa.

## Vydání
Alita: Bojový Anděl byl v amerických kin uveden 14. února 2019 společností 20th Century Fox Film měl být původně do amerických kin uveden 20. července 2018, avšak v únoru 2018 bylo oznámeno, že vydání bylo přesunuto na 21. prosinec 2018. Nicméně v září 2018 bylo oznámeno, že se vydání opět přesunulo, a to až na 14. únor roku 2019.

## Recenze
- Mirka Spáčilová, iDNES.cz [28]